# Ronda Este de Toledo
Se denomina CM-XX al futuro acceso este a Toledo, que comenzará en la Autovía de Los Viñedos la  CM-42  y la Ronda Suroeste de Toledo la  CM-40  y concluirá en la  A-40  a la altura de Algodor. La principal función de esta autovía será dar un gran acceso al nuevo Hospital Universitario de Toledo  bordeando el barrio de Santa María de Benquerencia, ya que actualmente la única forma de acceder al futuro hospital sería por el centro del barrio, lo cual formaría un gran caos y sería imposible transitar por el barrio. También conectará la  A-40  con la Autovía de Los Viñedos  CM-42 . Las obras de esta nueva autovía aún no han comenzado, por lo que no se sabe cuándo estará disponible para el tráfico.
- Datos: Q6111928